# 松井勝法
松井 勝法（まつい かつのり）は、日本の漫画家。三重県いなべ市出身。かつてのペンネームに松井かつのりとキユがある。

## 略歴
1996年、三重県立川越高等学校卒業。1997年、松井かつのり名義で『赤マルジャンプ』掲載の「セピア」でデビュー。同名義で1本の読切を発表後、ペンネームをキユに変更する。
2000年に『週刊少年ジャンプ (WJ)』 誌上において「ロケットでつきぬけろ!」で連載デビューを果たすが、10週で打ち切りとなる。同作は奇想天外なストーリーと共にユニークな雑誌巻末コメントによって注目を集めた。
2002年に『WJ』で「NUMBER10」の連載を開始するが、再び10週で連載が終了。『NUMBER10』の単行本巻末ページにおいて、次回作「邪道マサムネ」（読切「STRIPE」のリメイク）の予告がされたが、結局連載は実現しなかった（実際の次回作は読切「ゲット☆ア☆ラック!」）。その後、栗原正尚のアシスタントなどをしながら、新連載の準備を始める。
2006年、ペンネームをキユから本名に変更し、23号（11月1日発売号）より「ソムリエール」（原作：城アラキ、監修：堀賢一）を『ビジネスジャンプ』で連載開始。2011年、雑誌休刊に伴い『グランドジャンプ』公式サイトでWEB連載となる。

## 人物
「ロケットでつきぬけろ」打ち切り間もない『週刊少年ジャンプ』2000年45号の巻末コメントでは武井からねぎらいの言葉を掛けられ、『重機人間ユンボル』ではワインボトルのラベルに「MATSUI-KATSUNORI」の表示が見られる。また栗原からは漫画家としての力量だけでなく「真面目で礼儀正しくてユーモア溢れるさわやか好青年」と人格面でも高く評価されている。
ブラジリアン柔術が趣味。総合格闘技ジム「パラエストラ東大阪」に所属しており、アマチュア大会への出場経験もある。
漫画家の河野慶と交流があり、ブログに頻繁にその名が登場していた。
弟の松井明紀は地元三重県の四日市市でインディーズバンド「スプーンタップ」・「国際ノンルーフ楽団」のリーダー兼メンバーだった。

## 作品リスト

### 連載
- ロケットでつきぬけろ!（『週刊少年ジャンプ』2000年34 - 同年44号、全1巻） - 「キユ」名義
- NUMBER10（『週刊少年ジャンプ』2002年25 - 同年34号、全1巻 - 「キユ」名義
- ソムリエール（『ビジネスジャンプ』 2006年No.23 - 2011年No.21・22、『グランドジャンプ』WEBサイト2011年10月26日 - 2012年10月24日） - 原作：城アラキ／監修：堀賢一
- ハナカク-The Last Girl Standing-（『月刊コミックゼノン』 2013年10月号 - 2015年7月号、全4巻）
- 天竜牌 (『マンガボックス』WEBサイト2016年8月23日 - 2017年8月8日、全3巻) - 原作：杉井光
- まいにちおはよき (『モチコミ』WEBサイト2019年3月3日 - 2019年7月から連載休止)

### 読切
- セピア（『赤マルジャンプ』1997 WINTER）※「松井かつのり」名義
- プラチナ -Hello! Fantastic Fomula-（『赤マルジャンプ』1998 WINTER） - 「松井かつのり」名義
- CandySprinter（『赤マルジャンプ』1999 SPRING） - 「キユ」名義
- STRIPE（『週刊少年ジャンプ』2001年28号） - 「キユ」名義
- ゲット☆ア☆ラック!（『赤マルジャンプ』2003 WINTER） - 「キユ」名義
- ソムリエール 特別編（『BJ魂』2007年35号、同年37号、同年38号、2008年41号） - 原作：城アラキ／監修：堀賢一
- O-girl（『ビジネスジャンプ』2010年No.10）
- O-girl（『BJ魂』2010年53号）
- 心配怪盗 NO FACE（『週刊ヤングジャンプ』2011年1号） - 原作:稲垣理一郎
- 渇望のニーナ（『週刊ヤングジャンプ』2012年26号）
- αケンタウリ動物園（『ジャンプ改』2014年2月号、同年3月号） - 原作:稲垣理一郎[7]
- 天辺の寿司（『グランドジャンプPREMIUM』2015年9月号、『グランドジャンプ』2016年4号） - 原作:早川光[8]
- 書け小町（『マガジンSPECIAL』2016年1号）[9]

## 関連人物
- 河野慶
- 栗原正尚 - アシスタント従事[3]。
- しんがぎん - 急逝の際に、哀悼のコメントを残している[10]。
- 武井宏之 - アシスタント従事[11]。
- 冨樫義博 - アシスタント従事[12]。
- 尾田栄一郎 - アシスタント従事[13]。
- 山根和俊 - 山根の臨時アシスタントをしたことがある。